# Hauts-de-France
Hauts-de-France är en administrativ region i Frankrike. Den bildades den 1 januari 2016 genom en sammanslagning av två tidigare regioner: Nord-Pas-de-Calais och Picardie. Regionens största stad och huvudstad är Lille.
Innan regionens namn fastställdes i september 2016 hette den interimistiskt Nord-Pas-de-Calais-Picardie.

## Indelning
| Nummer | Departement   | Huvudort | Region 1982-2015   |
| ------ | ------------- | -------- | ------------------ |
| 02     | Aisne         | Laon     | Picardie           |
| 59     | Nord          | Lille    | Nord-Pas-de-Calais |
| 60     | Oise          | Beauvais | Picardie           |
| 62     | Pas-de-Calais | Arras    | Nord-Pas-de-Calais |
| 80     | Somme         | Amiens   | Picardie           |